# Hans Krech (Sprechwissenschaftler)
Hans Krech (* 31. Juli 1914 in Wasungen, Landkreis Meiningen; † 12. April 1961 in Halle an der Saale) war ein deutscher Sprechwissenschaftler, Phonetiker und Sprachheilpädagoge. Er war der erste habilitierte Fachvertreter und erster Inhaber einer Professur mit der Denomination Sprechwissenschaft in Deutschland. Von 1952 bis 1961 war er Direktor des Instituts für Sprechkunde und Phonetische Sammlung der Martin-Luther-Universität Halle-Wittenberg.

## Leben
Krech machte sein Abitur an der Goetheschule in Ilmenau und wurde im Anschluss daran zum Reichsarbeitsdienst eingezogen. Danach studierte Krech Musikwissenschaft, Germanistik, Pädagogik und Sprechkunde an der Universität Halle. 1941 wurde er mit einer Arbeit zum Thema „Julius Hey und sein Sängerbildungsideal ‚Deutscher Gesangs-Unterricht‘“ promoviert. 
Ab 1949 war er am Institut für Sprechkunde beschäftigt, zu dessen Leiter er nach dem Tod seines Lehrers Richard Wittsack 1952 wurde. Krech begründete die Orthoepie-Forschung in Halle. 1954 habilitierte er mit einer Arbeit über die „Behandlung gestörter S-Laute“. 1958 wurde er zum Professor für Angewandte Phonetik und Sprachheilpädagogik ernannt. Im selben Jahr initiierte er eine Arbeitsgruppe für ein „Aussprachewörterbuch der allgemeinen deutschen Hochlautung“. 1960 wurde Krech auf den ersten Lehrstuhl für Sprechwissenschaft in Deutschland berufen.
Krech war ab dem 18. Dezember 1952 mit Waltraud Krech-Pfaffe verheiratet. Der Historiker Hans Krech (* 1956) ist sein Sohn. In zweiter Ehe war Hans Krech mit der Sprechwissenschaftlerin Eva-Maria Krech verheiratet.

## Veröffentlichungen (Auswahl)
- Die Behandlung gestörter S-Laute. Sprechkundliche Beiträge zur Therapie der Sigmatismen, Marhold, Halle 1955
- Sprachstörungen. Verlag Volk und Wissen, Berlin 1957
- Einführung in die deutsche Sprechwissenschaft. Deutscher Verl. d. Wissenschaften, Berlin 1959
- Beiträge zur Sprechwissenschaft. Herausgegeben von Eva-Maria Krech.
  - Teil 1. Ausgewählte Schriften zur Therapie von Stimm-, Sprech-, Sprach- und Atmungsstörungen. Lang, Frankfurt, M. 2011  (PDF; 1,5 MB)
  - Teil 2. Die Behandlung gestörter S-Laute. Sprachkundliche Beiträge zur Therapie der Sigmatismen. Lang, Frankfurt, M. 2011  (PDF; 1,4 MB)